# 姬聲雅士
姬聲雅士（Gay Singers）是香港一支無伴奏合唱組合，正式成立於1994年，是香港最早期成立的無伴奏合唱組合之一，亦被譽為「香港最為人熟悉的無伴奏合唱組合」。

## 名稱由來
姬聲雅士各成員均畢業於香港中文大學崇基學院音樂系(部份替補成員除外)，其中、英文名稱均包含了多重意思。「姬聲」、「雅士」代表女、男團員；粵語中「姬」與「基」同音，突顯所有成員皆是「崇『基』人」；英文名稱方面，"Gay"與粵音「基」同音，有「快樂」之意，代表組合的風格開心諧趣；"聲雅士"的粵音與英文"singers"（歌者）接近。

## 發展過程
根據「姬聲故事：二十週年團慶說唱會」內述史部份，姬聲雅士之發展可分為四個階段：
學院期（1994-1998上半年）
顧名思義，在這時期內，所有姬聲雅士成員均為學生，演出場地亦只在校園內，人數及陣容每次均不同，然而幾位主力成員都有參與大部分演出。一如外地類似組合，姬聲雅士當時以小合唱團形式合作，每聲部由數人同唱，演出時不需音響設備。
(2022年10月19日, 姬聲雅士於社交媒體表示當日為其28歲生日，因此其正式成立日期應為1994年10月19日。)
固定人腳期（1998下半年至2003）
1998年起，八位較活躍成員陸續畢業，並決定組成一支有固定成員、一人一聲部的組合。不少打響名堂的事件，如春田花花音樂會、接受香港電台《鏗鏘集》訪問、出版首三張CD及EP、在香港無線電視《歡樂滿東華》裡與張學友合唱等，都在這幾年內發生。
調整期（2004-2006）
由於有成員因不同原因退團，姬聲雅士於這幾年間運作困難，所有八聲部歌曲難以在短時間內改編成五或六聲部演出，故此只能作零星演出，部分成員改以私人身份或"姬聲雅士成員"名義主持工作坊及講座等。然而，在此時期內，他們仍接受了香港有線電視《拉近文化》、亞洲電視《慧珊時尚坊》等訪問，只要無需唱太多歌曲，組合仍是樂於參與各類活動。
人聲樂隊期（2007至今）
隨著到外地留學的成員（如邵天慈）返港定居，加上新一批五或六聲部的歌曲編成，姬聲雅士再度活躍於演出，並在音響控制師協助下，於編制方面朝人聲樂隊（vocal band, 即把低音調得較沉厚、應用較多人聲敲擊、演唱較多流行風格歌曲的無伴奏合唱組合）方向演變。此外，自2007年起，姬聲雅士亦開始於港澳以外地區演出及教學，部份非商業性演出，由民政事務局藝術發展基金贊助。
成員馮國東於「姬聲故事：二十週年團慶說唱會」中說他們暫未有計劃衝出亞洲，因部份成員的兒女還小，不便遠行。

## 活動
姬聲雅士一直致力推動香港的無伴奏合唱發展，除舉辦音樂會外，更主辦(或與其他機構合作舉辦)工作坊、交流會及短期課程等，又於2009年成立「姬聲雅士阿卡貝拉發展基金」，為新成立或年青的無伴奏合唱組合提供支援。此外，姬聲雅士亦透過不同的傳播媒體，包括電視節目、報紙及雜誌等，推廣無伴奏合唱。
除本港外，姬聲雅士亦曾多次應邀到國內外不同地方演出，包括南韓、新加坡、馬來西亞的新山及吉隆坡、臺灣、哈爾濱、天津、北京、上海、廈門、武漢、西雙版納、深圳、順德、廣州和澳門等。此外，姬聲雅士亦曾與交響樂團、舞蹈團及話劇團等合作，包括香港小交響樂團、本地劇團「人間搞作」等，又製作短片及音樂錄像(MV)，探索無伴奏合唱與其他演藝形式作跨界別合作的可行性。
2014年5月25日，姬聲雅士於香港兆基創意書院舉行了「姬聲故事：二十週年團慶說唱會」(連展覽)，此節目於同年11月23日於賽馬會黑盒劇場重演。此外，又進行「20週年團慶巡迴演出」，到香港以外共九個城市演出。
2017年起，姬聲雅士推出“勁娘金曲系列”(靈感來自許多年前的電視節目勁歌金曲)，每月於YouTube發佈一首老套歌曲(即廣東話所謂娘歌)。
2019年，姬聲雅士再於香港兆基創意書院舉辦音樂會，主題為“開團柒件事”，慶祝創團25週年。

## 成員

### 現時成員
| 姓名   | "藝名"     | 聲部              |
| ------ | ---------- | ----------------- |
| 趙慧德 | 趙慧       | 女高音            |
| 鮑鳳媺 | 鳳眉       | 女高音            |
| 邵天慈 | 天慈／慈慈 | 女中音            |
| 余雪瑩 | 如雪       | 女低音            |
| 蕭宛瑩 | BB／Alice  | 女低音            |
| 譚宇良 | 宇良       | 男高音            |
| 伍卓賢 | 伍言       | 男高音            |
| 馮國東 | 逢冬       | 人聲敲擊 / 男中音 |
| 趙伯承 | 趙伯       | 男中音 / 人聲敲擊 |
| 余定恆 | 余行       | 男低音            |
| 黃鴻博 | 波子       | 男低音 / 人聲敲擊 |

1. 1 2  伍卓賢及趙伯承兩人近年已很少參與幕前演出，但仍是正式團員。

### 過往成員
| 姓名   | "藝名" | 聲部              |
| ------ | ------ | ----------------- |
| 李頌鳴 | 頌鳴   | 女低音            |
| 余智敏 | 玫芙   | 女低音            |
| 孫明慧 | ---    | 女低音            |
| 蘇漢濤 | 蘇圖   | 男低音 / 人聲敲擊 |

### 替補成員
| 姓名   | "藝名" | 聲部            |
| ------ | ------ | --------------- |
| 吳卓欣 | ---    | 女高音          |
| 劉梓杰 | ---    | 男低音/人聲敲擊 |
| 畢家敏 | ---    | 女高音          |
| 郭懿恩 | ---    | 女高音          |
| 郭倩晴 | ---    | 女低音          |

## 曾參與的重要演出[11]
| 日期            | 活動名稱                                   | 備註                                                     |
| --------------- | ------------------------------------------ | -------------------------------------------------------- |
| 21/10/1994      | 崇基校慶歌唱比賽 (小組)                    |                                                          |
| 8/3/1995        | 午間音樂會                                 | 中大邵逸夫堂                                             |
| 5/3/1997        | 午間音樂會                                 | 中大邵逸夫堂                                             |
| 15/4/1998       | 午間音樂會                                 | 中大邵逸夫堂                                             |
| 17/12/1998      | 特邀演出 @ 聖約翰座堂                      | 瑞典領事館主辦聖誕音樂會                                 |
| 30/1/1999       | 轉營為非學院組合後首個專場音樂會           | @ 大會堂演奏廳                                           |
| 3/10/1999       | 最佳進步獎1999頒獎典禮                     | @ 灣仔室內運動場                                         |
| 14/4/1999       | 姬聲雅士在老家音樂會                       | @ 中大音樂系                                             |
| 5-6/2/1999      | 專場音樂會 @ 藝穗會                        | 30/1音樂會重演                                           |
| 17-19/8/1999    | 春田花花音樂晚會                           | 香港大會堂劇院                                           |
| 31/10/1999      | 第四台之友協會逍遙音樂會                   | @ 香港公園                                               |
| 13/11/1999      | 特邀演出                                   | 靈糧教育機構活動                                         |
| 18/12/1999      | 慈善演出 @ 醫管局大樓                      | 地中海貧血兒童基金主辦活動                               |
| 29/12/2000      | 香港小交響樂團十週年音樂會                 | 香港首個無伴奏合唱 X 交響樂團跨界演出                    |
| 19/1/2001       | 賀崇基慶金禧音樂會                         | 利希慎音樂廳                                             |
| 18/3/2001       | 戶外演出 @ 婆仔屋                          | 首次赴澳門演出                                           |
| 29/7/2001       | 推廣音樂會                                 | 葵青劇院大堂                                             |
| 29/7/2001       | 工作坊暨音樂會                             | @ 利希慎音樂廳                                           |
| 27/10/2001      | 演出 @ 香港會議展覽中心                    | 崇基學院金禧晚宴                                         |
| 17/11/2001      | 特邀演出 - 十大傑出青年頒獎典禮            | @ 賽馬會綜藝館                                           |
| 31/12/2001      | 特邀演出 @ 香港文化中心音樂廳              | 靈糧教育機構                                             |
| 21/5/2002       | 美港兩地音樂文化交流演唱會                 | 與耶魯大學Spizzwinks(?)聯合演出                          |
| 11/7/2002       | 商場演出                                   | @ 西九龍中心                                             |
| 19/7/2002       | 專場演出 @ 香港中央圖書館                  |                                                          |
| 19/10/2002      | 特邀演出 @ 銅鑼灣怡東酒店                  | 中大校友會活動                                           |
| 3/11/2002       | 專場音樂會 @ 牛池灣文娛中心                | 康文暑文化節目組節目                                     |
| 16/11/2002      | 專場音樂會 @ 北區會堂                      | 康文暑文化節目組節目                                     |
| 2/12/2002       | 特邀演出 @ 香港會議展覽中心                | 資訊及科技局宴會                                         |
| 19/7/2003       | All for Love音樂會                         | 香港兒童合唱團主辦活動                                   |
| 6/12/2003       | 香港中文大學40週年紀念晚宴                 | @ 香港會議展覽中心                                       |
| 21/12/2003      | 專場演出                                   | @ 佐敦突破中心                                           |
| 24 - 25/7/2004  | 得把聲合唱團工作坊                         | 康文署主辦                                               |
| 4-16/4/2006     | 親子工作坊 + minishow                      | @ 荃灣大會堂展覽館                                       |
| 15/9/2006       | 特邀演出 @ 香港文化中心音樂廳              | 香港中文大學及香港兒童合唱團合辦活動                     |
| 19/11/2006      | 專場演出                                   | 香港文化中心大堂                                         |
| 18-24/2/2007    | 海洋公園駐場演出                           |                                                          |
| 4/4/2007        | 崇基學院55週年校慶音樂會                   | @ 崇基禮拜堂                                             |
| 22/7/2007       | 港韻繞蓉城音樂會                           | @ 成都                                                   |
| 1/11/2007       | 特邀演出 @ 香港文化中心音樂廳              | Club for Five(芬蘭)音樂會                                |
| 7/11/2007       | 現場演出 @ 韓國EBS電視台                   | 與新加坡組合Key Elements聯合演出                         |
| 8/11/2007       | 現場演出 @ 韓國EBS電視台                   | 與韓國組合Voiture聯合演出                                |
| 22/2/2008       | 無伴奏合唱工作坊                           | 康文署文化節目組無伴奏合唱系列節目                       |
| 24/2/2008       | 香港製造音樂會 @ 上環文娛中心              | 康文署文化節目組無伴奏合唱系列節目                       |
| 14/3/2008       | 香港製造音樂會 @ 葵青劇院演藝廳            | 康文署文化節目組無伴奏合唱系列節目                       |
| 31/5/2008       | Yeah Show (嘉賓演出)                       | @ 香港會議展覽中心 (連續兩天共四場)                      |
| 7-10/8/2008     | 姬聲雅士 x 香港小交響樂團                  | 節目名稱: 樂器擂台(共六場)                               |
| 9/9/2008        | 商業演出 @ 香港香格里拉酒店                | 某大銀行活動                                             |
| 30/9/2008       | 演出 @ 香港會                              | 耳聽心言基金主辦慈善活動                                 |
| 13/10/2008      | 專場演出                                   | @ 香港理工大學                                           |
| 18/10/2008      | 表演嘉賓 @ 台灣國際阿卡貝拉大賽2008        | 台灣合唱音樂藝術中心主辦                                 |
| 23/11/2008      | 特邀演出                                   | @ 赤柱藝墟                                               |
| 19/2/2009       | 社會知名人士生日派對                       | @ 香港會                                                 |
| 12/3/2009       | 學校交化日 @ 以勒音樂廳                    | 康文署文化節目組主辦                                     |
| 31/3/2009       | 學校交化日 @ 元朗劇院                      | 康文署文化節目組主辦                                     |
| 12/4/2009       | 無伴奏大派對 @ 屯門大會堂                  | 香港青年協會香港旋律任表演嘉賓                           |
| 3/5/2009        | 專場音樂會                                 | @ 澳門大學                                               |
| 18/5/2009       | 香港中文大學45週年院慶晚宴                 |                                                          |
| 2/6/2009        | 隱形的翅膀音樂會 @ 葵青劇院演藝廳          | 為慈善機構慈福行動籌款                                   |
| 27/6/2009       | 雨後晴空音樂會 (嘉賓演出)                  | @ 荃灣大會堂                                             |
| 25/9/2009       | 演出 @ 港島海逸君綽酒店                    | 醫院管理局活動                                           |
| 27/9/2009       | 工作坊暨示範演出                           | @ 粉嶺禮賢會中學                                         |
| 7/11/2009       | 社會知名人士生日派對                       | @ 君悅酒店                                               |
| 3-13/12/2009    | 駐場演出 @ 太古城中心                      | 逢星期四至日， 共十八節， 每節四十五分鐘                 |
| 13/5/2010       | 國際綜藝合家歡2010記者會                   | @ 香港文化中心大堂                                       |
| 19/6/2010       | 廈港阿卡連線音樂會                         | @ 廈門，與當地City Singers聯合演出                       |
| 8/7/2010        | "Meet the Artist"                          | 香港藝術發展局活動 @ 香港演藝學院                        |
| 12/7/2010       | 示範演出暨工作坊                           | @ 曹公潭戶外康樂營                                       |
| 23/7 - 1/8/2010 | 扭計爸B                                    | 國際綜藝合家歡節目                                       |
| 19/9/2010       | 商業演出                                   | @ Mont Blanc廈門店活動                                   |
| 30/9/2010       | 專場演出                                   | @ 上環新紀元廣場                                         |
| 8-9/10/2010     | 演出 @ 大學會堂                            | "角聲"活動                                               |
| 30-31/10/2010   | 演出 @ 香港文化中心外廣場                  | 新視野藝術節活動                                         |
| 11/11/2010      | 崇茶館演出暨分享會                         | @ 崇基學院                                               |
| 13/12/2010      | 特邀演出 @ 機場酒店                        | 電訊管理局宴會                                           |
| 9/6/2011        | 學院活動                                   | @ 哈爾濱工業大學                                         |
| 14/8/2011       | 兒童工作坊                                 | @ 演藝學院伯大尼堂                                       |
| 13/9/2011       | 演出 @ 藝穗會                              | 出訪新加坡前預演                                         |
| 16/9/2011       | 專場演出                                   | @ 上環新紀元廣場                                         |
| 2/10/2011       | 新加坡國際無伴奏合唱節                     | 音樂會名稱: Gay Singers Live in Singapore 2011           |
| 4/10/2011       | 阿卡號郵輪                                 | @ 馬來西亞新山市                                         |
| 31/10/2011      | 特邀演出 @ 香港文化中心音樂廳              | 崇基學院60週年院慶活動                                   |
| 16/12/2011      | 商業演出                                   | @ 順德                                                   |
| 23/12/2011      | 香港國際機場聖誕演出                       |                                                          |
| 1/1/2012        | 無伴奏合唱中港交流音樂會 @ 呼吸音樂        | 與廈門及廣州組合聯合演出                                 |
| 12/3/2012       | 推廣音樂會                                 | @ 香港文化中心大堂                                       |
| 13/4/2012       | "鍾"情為你 + a cappella音樂會              | @ 心光學校校友會主辦                                     |
| 1/5/2012        | 草莓音樂節                                 | @ 北京                                                   |
| 2/7/2012        | 工作坊暨音樂會                             | @ 禮賢會香港堂                                           |
| 10/7/2012       | 特邀演出 @ 荃灣大會堂                      | 食環署活動                                               |
| 22/7/2012       | 商場演出                                   | @ 杏花邨商場                                             |
| 15/8/2012       | 倫敦2012奧林匹克運動會中國香港代表團祝捷會 | @ 香港文化中心大堂                                       |
| 19/8/2012       | 商場演出                                   | @ 青衣城商場                                             |
| 12/11/2012      | 特邀演出 @ 科學園                          | Innoasia主辦活動                                         |
| 15/11/2012      | 私人活動演出                               | @ 香港會                                                 |
| 9/12/2012       | 戶外演出                                   | @ 澳門                                                   |
| 16/12/2012      | 商業演出                                   | @ 灣仔君悅酒店                                           |
| 20/12/2012      | 香港國際機場聖誕演出                       |                                                          |
| 31/1/2013       | 香港浸會大學音樂系學術週                   | 蒙民偉廣場                                               |
| 17/2/2013       | 邂逅浪漫音樂會 @ 澳門瘋堂                  | 與Macau Cappella聯合演出                                 |
| 18/3/2013       | 音樂會暨工作坊 @ 香港科技大學              | 港澳大專無伴奏合唱協會校園推廣雙月活動                   |
| 24/3/2013       | 音樂會 @ 呼吸音樂                          | 中大學生團First Floor任表演嘉賓                          |
| 8/4/2013        | 商業演出                                   | @ 西雙版納 (萬達集團活動)                                |
| 5/5/2013        | "後青春"音樂會 @ 上海                      | 與尋聲人聲樂團聯合演出                                   |
| 6/5/2013        | 示範演出暨分享會                           | @ 武漢大學                                               |
| 19/5/2013       | 情迷黑膠音樂會 @ 葵青劇院廣場              | 康文署活動                                               |
| 14/9/2013       | 演出 @ 澳門氹仔                            | 與Macau A Cappella聯合演出                               |
| 26/9/2013       | 演出 @ 香港大學                            | 與港大學生組合Mosaic聯合演出                             |
| 15/10/2013      | 崇茶館演出暨分享會                         | @ 崇基學院                                               |
| 27/10/2013      | 專場演出                                   | @銅鑼灣希慎廣場                                          |
| 11/12/2013      | 特邀演出 @ 尖沙咀香格里拉酒店              | 證監會活動                                               |
| 17/12/2013      | 特邀演出 @ 愉景新城                        | 惜食香港活動                                             |
| 21-22/12/2013   | 商場演出                                   | @ 廣州太古匯                                             |
| 25/12/2013      | 街頭演出                                   | 惜食香港活動                                             |
| 14/2/2014       | 商場演出                                   | @ 愉景新城                                               |
| 6/3/2014        | 商業演出                                   | @ 中環四季酒店                                           |
| 29/3/2014       | 第一屆阿卡中國音樂節                       | @ 廈門                                                   |
| 18/5/2014       | 專場演出                                   | @ 北京清華大學                                           |
| 19/5/2014       | 交流演出                                   | 與天津翼樂團聯合演出                                     |
| 25/5/2014       | 二十週年團慶說唱會                         | @ 香港兆基創意書院多媒體劇場                             |
| 29/5/2014       | 商業演出                                   | @ 香港香格里拉酒店                                       |
| 30/5/2014       | 商場演出                                   | @ 上環無極限廣場                                         |
| 16/9/2014       | 商業演出                                   | @ 中環某名錶店                                           |
| 26/9/2014       | 崇基週會                                   | 週會主題: 發聲二十年，中大組合Papaillon Blue擔任表演嘉賓 |
| 15/10/2014      | 午間音樂會                                 | 中大邵逸夫堂(20年後舊地重演)                             |
| 19/10/2014      | 新加坡國際無伴奏合唱節                     | 音樂會名稱: Gay Singers Live in Singapore 2014           |
| 20/10/2014      | 專場音樂會 @ 馬來西亞新山市                | 音樂會名稱: 阿卡號郵輪2014                               |
| 21/10/2014      | 專場音樂會暨工作坊                         | @ 吉隆坡                                                 |
| 26/10/2014      | 特邀演出 @ 香港文化中心外廣場              | 廉政公署活動                                             |
| 15/11/2014      | 專場演出 @ 第六屆湖北省重唱組合比賽        | @ 武漢                                                   |
| 23/11/2014      | 二十週年團慶說唱會(重演)                   | @ 賽馬會黑盒劇場                                         |
| 28/11/2014      | 戶外專場演出                               | @ 澳門塔石廣場                                           |
| 7/12/2014       | 特邀演出 @ 花墟公園                        | 機電工程署活動                                           |
| 1/3/2015        | 特邀演出                                   | 社會福利署活動                                           |
| 8/8/2015        | 無伴奏得把聲音樂會                         | 屯門藝術節 活動                                          |
| 22/9/2015       | 特邀演出                                   | @ 澳門                                                   |
| 04/10/2015      | 專場音樂會                                 | @ 香港文物探知館                                         |
| 07/11/2015      | 陽光酒莊招待晚宴                           | @香港港麗酒店                                            |
| 17/11/2015      | 姬聲雅士無伴奏合唱音樂會                   | @澳門崗頂劇院                                            |
| 28/11/2015      | 人聲點唱機                                 | @台北市政府親子劇場，與 神秘失控聯演                     |
| 14/12/2015      | 私人演出                                   | @Sky 100                                                 |
| 24/12/2015      | 聖誕演出                                   | @ 海港城                                                 |
| 31/12/2015      | 懷舊舞會演出                               | @ JW Marriot Hotel                                       |
| 28/5/2016       | 心影伴樂行音樂會(第一、二場)               | @ 香港兆基創意書院                                       |
| 29/5/2016       | 心影伴樂行音樂會(第三場)                   | @ 香港兆基創意書院                                       |
| 30/5/2016       | Mezzotono(意大利)音樂會嘉賓演出            | @ 青年廣場                                               |
| 20/8/2016       | 國際阿卡貝拉音樂節在台東                   | 主辦: Vocal Asia                                         |
| 8/9/2016        | B & O新產品展銷會                          | Andante                                                  |
| 16/10/2016      | 渠務署開放日演出                           | @馬料水渠務署總部                                        |
| 6/11/2016       | 商業演出                                   | @ 海韻軒                                                 |
| 30/11/2016      | 商業演出                                   | @ 信德中心                                               |
| 20/11/2016      | 於電視節目我愛香港中演出                   | @無線電視翡翠台                                          |
| 30/11/2016      | 信德中心 X 杯緣子冬日聖誕音樂會            | 與AGA合演                                                |
| 8/12/2016       | 稅務局體育會週年晚宴                       | @上環美心皇宮大酒樓                                      |
| 13/12/2016      | 傑出商界女領袖選舉                         | @海逸君綽酒店                                            |
| 17/12/2016      | 聖誕演出                                   | @ 海港城                                                 |
| 24/12/2016      | 聖誕演出                                   | @ 海港城                                                 |
| 16/2/2017       | 商業演出                                   | 君柏會所開幕                                             |
| 26/2/2017       | BB春季購物節                               | 香港會議展覽中心                                         |
| 26/3/2017       | 離島區社區同樂日                           | 東涌社區會堂                                             |
| 27/4/2017       | 學校示範演出                               | 王肇枝中學                                               |
| 25/6/2017       | 維港金曲匯暨社區嘉年華                     | 慶回歸活動                                               |
| 20/11/2017      | 港澳大專無伴奏合唱比賽                     | 表演嘉賓                                                 |
| 22/11/2017      | 聖誕亮燈儀式                               | @時代廣場                                                |
| 9/12/2017       | 聖誕演出                                   | @時代廣場                                                |
| 10/12/2017      | 親子工作坊                                 | @香港兆基創意書院                                        |
| 15/12/2017      | 商業演出                                   |                                                          |
| 23/12/2017      | 聖誕演出                                   | @東薈城                                                  |
| 25/12/2017      | 聖誕演出                                   | @時代廣場                                                |
| 21/1/2018       | 機電嘉年華                                 | @機電工程署                                              |
| 27/1/2018       | 渠務署開放日                               | @馬料水渠務署總部                                        |
| 3/2/2018        | 商場演出                                   | @PopCorn                                                 |
| 4/2/2018        | 商場演出                                   | @PopCorn                                                 |
| 10/2/2018       | 商場演出                                   | @PopCorn                                                 |
| 11/2/2018       | 商場演出                                   | @PopCorn                                                 |
| 12/3/2018       | 商業演出                                   | @九龍洲際酒店                                            |
| 30/4/2018       | 學校示範演出                               | @浸信會呂明才中學                                        |
| 17/6/2018       | 無伴奏合唱大灣起動                         | @中山工人文化宮                                          |
| 6/7/2018        | 音樂傳承匯演慈善夜                         | @D2 Place                                                |
| 7/7/2018        | 家+一點愛籌款音樂分享會                    | @聖安德烈堂                                              |
| 14/7/2018       | 特邀演出                                   | 香港建造學院活動                                         |
| 19/8/2018       | 國際阿卡貝拉音樂節在新竹                   | 主辦:Vocal Asia                                          |
| 1/10/2018       | 專場演出                                   | @Lost Star Livehouse                                     |
| 2/12/2018       | 樂活草地 秋日音樂遊藝會 2018               | @鳳溪第一中學中學                                        |
| 4/12/2018       | 絕色敦煌之夜                               | @亞洲國際博覽館                                          |
| 16/12/2018      | 聖誕演出                                   | @九龍塘會                                                |
| 23/12/2018      | 聖誕演出                                   | @馬鞍山海澄軒                                            |
| 24/12/2018      | 專場演出                                   | @ Lost Star Livehouse                                    |
| 13/4/2019       | 客席演出                                   | @香港科技大學                                            |
| 20/4/2019       | 蜂巢音樂節頒獎暨演出                       | @上海                                                    |
| 5/5/2019        | 客席演出                                   | 香港中文大學音樂系校友會活動                             |
| 13/7/2019       | 開團柒件事音樂會                           | @香港兆基創意書院                                        |
| 12/8/2019       | 人聲樂集                                   | @日本高松                                                |
| 8/10/2019       | 午間音樂會                                 | @中大邵逸夫堂                                            |
| 8/12/2019       | A Cappella Christmas Jam 2019              | @香港大學                                                |
| 18/12/2019      | facebook直播演出                           | 聖誕演出                                                 |
| 31/1/2020       | facebook直播演出                           | 賀年演出                                                 |
| 7/11/2021       | 樂韻茶聚@康文署茶具文物館                  | 4日共8節演出                                             |
| 17/12/2021      | 姬聲雅士聖誕工作坊                         | @九龍區小學                                              |
| 20/12/2021      | facebook直播演出                           | 聖誕演出                                                 |
| 27/7/2022       | 學校示範演出                               | @聖公會基真小學                                          |
| 9/8/2022        | 學校示範演出                               | @信義中學                                                |
| 20/11/2022      | 西貢海藝術節                               | @橋咀島                                                  |
| 23/11/2022      | 香港海防博物館重開典禮                     | @香港海防博物館                                          |
| 26/11/2022      | 香港海防博物館的日與夜活動                 | @香港海防博物館                                          |
| 20/12/2022      | 學校示範演出                               | @宣基小學                                                |
| 23/12/2022      | facebook直播演出                           | 聖誕演出                                                 |
| 18/2/2023       | 教師夢想基金成果分享會                     | @博愛醫院80週年鄧英喜中學                                |
| 19/3/2023       | facebook直播演出                           | 春日開心live                                             |
| 11/10/2023      | 學校示範演出                               | @將軍澳天主教小學                                        |
| 19/12/2023      | facebook直播演出                           | 聖誕演出                                                 |
| 12/4/2024       | 與Mezzotono聯演                            | @賽馬會綜藝館                                            |
| 19/10/2024      | 姬聲雅士成團30週年大派對                   | @李福和朱美琳劇院                                        |
| 20/12/2024      | facebook直播演出                           | 聖誕演出                                                 |
| 7/6/2024        | 30年如歌音樂會                             | @藝穗會                                                  |

## 已推出的唱片
| 張數 | 大碟名稱              | 收錄作品 | 開售日期  | 出版商                         | 條型碼／唱片編號       |
| ---- | --------------------- | --- | --------- | ------------------------------ | ---------------------- |
| 1    | 《得口口唱麥嘜》      | 春田花花幼稚園校歌 黎根之歌 銀色月光下 屎撈人 大包整多兩籠 | 1999年    | 春田花花教育基金               | 4892321003206          |
| 2    | 《無處不在》          | 超人的主題曲 分分鐘需要你 月亮代表我的心 莫再悲 快啲收線 丁多LAW丁 Batti Batti 橋段 落街無錢賣麵包 歡樂年年 海鰍上岸尋巢穴 車衣女萬歲 對面的女孩看過來 姬聲雅士無處不在 Music Awards | 2001年2月 | Music2000 （音樂2000有限公司） |                        |
| 3    | 《姬聲雅士·無加添。》 | Sh-Boom (Life Could be a drean) 愛拼才會羸 貓の二重唱 Chilly Cha Cha 愛是不保留 | 2004年    | Music2000 （音樂2000有限公司） | 4895087800393／2000116 |
| 4    | 《香港製造》          | 每定你一個 La Danza 我的驕傲 天鵝之舞 在晴朗的天空下 | 2008年2月 |                                |                        |
| 5    | 《Category I》        | 明日恩典 一於繼續笑 世上只有 生命有價 廣播劇 回鄉過年 廣播劇結局 | 2010年7月 | Mad Music                      | ---                    |

## 已推出的歌譜

### 姬聲雅士無伴奏合唱系列
| 冊數 | 歌曲名稱     | 作曲   | 填詞   | 原唱   | 編曲                 | 出版社   | ISBN          |
| ---- | ------------ | ------ | ------ | ------ | -------------------- | -------- | ------------- |
| 1    | 《明日恩典》 | 舒文   | 黃偉文 | 容祖兒 | 馮國東               | 風鈴出版 | 988-98973-4-2 |
| 2    | 《陪我長大》 | 陳光榮 | 林夕   | 容祖兒 | 余定恆（Philip Yue） | 風鈴出版 | 988-98973-5-0 |
| 3    | 《陪著你走》 | 盧冠廷 | 唐書琛 | 盧冠廷 | 馮國東               | 不詳     | 不詳          |

## 已發表MV及其他片段
大部份已上載至其官方Youtube頻道
MV
- 義勇軍進行曲 (2007, 香港首個無伴奏合唱MV)
- 天鵝之舞 (2008)
- 冬至歌 (2012)
- 共享陽光 (2014)
- 三六 (2014)
- 掃墓 (2015)
- 呼吸 (朱慧敏原創歌曲, 2023)

搞笑片段
- 年年歡樂 (2007)
- 致癌飯局 (2008)
- 麥兜與姬聲雅士 (2008)
- 家好月圓 (2008)
- 姬聲雅士旅遊特輯 (2009)
- 姬聲同學會 (2009)
- 農曆新年賀辭 (2013)
- 姬聲雅士旅遊特輯II (2013)
- 馬年搞搞震短片 (2014)

## 外部連結
- 姬聲雅士正式網頁。
- 姬聲雅士官方Facebook專頁（現時最常用對外發放消息的渠道） （页面存档备份，存于）。
- 姬聲雅士正式Youtube頻道。
- 姬聲雅士正式土豆網頻道 （页面存档备份，存于）。
- 香港中大文學《中大校友》專訪余雪瑩，2006年6月號，第16-17頁。 （页面存档备份，存于）
- 第2張大碟推出時，唱片發行商所設立的介紹 （页面存档备份，存于），但資料為2002年，部份已不準確。
- 姬聲雅士於港澳當代無伴奏合唱(阿卡貝拉)協會的介紹。 （页面存档备份，存于）
- 電笠介紹姬聲雅士（页面存档备份，存于）